# Scopula crurata
Scopula crurata är en fjärilsart som beskrevs av W. Warren 1901. Scopula crurata ingår i släktet Scopula och familjen mätare. Inga underarter finns listade.